# 엉덩근
엉덩근(iliacus muscle) 또는 장골근(腸骨筋)은 엉덩뼈오목을 채우고 있는 납작한 삼각형 모양의 근육이다. 엉덩허리근의 가쪽 부분에 위치한 근육으로 엉덩관절의 굽힘을 일으킨다.

## 구조
엉덩근은 골반뼈 안쪽 면의 엉덩뼈오목과 아래앞엉덩뼈가시(AIIS) 부위에서 일어난다. 큰허리근과 만나 엉덩허리근을 형성한다. 이후 엉덩두덩융기를 가로질러 넙다리뼈의 작은돌기에 닿는다. 엉덩근의 섬유는 종종 큰허리근의 닿는곳 앞쪽에 닿아 작은돌기보다 먼쪽까지 뻗기도 한다.

### 신경 분포
허리신경얼기에서 직접 나오는 가지와 넙다리신경이 분포한다.

## 기능
열린 사슬 운동에서 엉덩근은 엉덩허리근의 일부로서 넓적다리를 들어 올리는( = 굽히는) 동작에 중요하다. 닫힌 사슬 운동에서 엉덩허리근은 누운 자세에서 몸통을 앞으로 굽히고 들어 올리는 역할을 한다. 윗몸 일으키기 등이 그 예시이다. 엉덩근은 그 위치상 엉덩관절에만 작용한다.

## 추가 이미지

빨간색으로 표시된 엉덩뼈의 위치
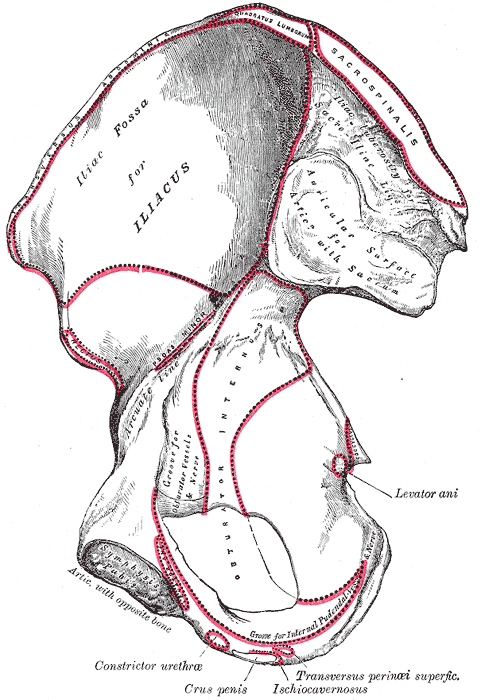
오른쪽 골반뼈 속면. 엉덩뼈오목이 좌측 상단에 보인다.